# Tandanus tropicanus
Tandanus tropicanus là một loài cá trê bản địa ở Australia. Nó được khám phá ra ở con sông giữa Townsville và Cairns bởi một tốp nhà khoa học của Trường James Cook University. Loài cá mới phát hiện này sinh sống trên sông Tully ở North Queenland, Úc và đây là một loài cá độc đáo so với họ hàng của chúng.

## Đặc điểm
Chúng có cái đầu lớn nhưng đôi mắt nhỏ và dày, phần môi với lớp thịt sụp xuống, quanh miệng nó có những râu ria loằng ngoằng. Thân thể cá khá săn chắc, thân hình trụ nhưng về cuối thì nhỏ lại giống như lươn hoặc cá chình. Khi trưởng thành cá Tandanus tropicanus dài khoảng 40 cm và là nguồn thực phẩm ưa thích của ngư dân. Phân tích di truyền đã chỉ ra rằng đó là một loài cá riêng biệt. Bên cạnh đó các chỉ số cân đo thân hình cá mới cũng chỉ ra nét khác biệt so với họ hàng của chúng.